# ييلاق (جرغلان)
ييلاق (بالفارسية: ییلاق) هي قرية تقع في إيران في قسم جرغلان الريفي. يقدر عدد سكانها بـ 194 نسمة بحسب إحصاء 2016.